# آزمایش میلگرام

آزمایش میلگرام

آزمایش میلگرام (به انگلیسی: Milgram experiment) آزمایشی برای سنجش میزان اطاعت اشخاص از اتوریته در انجام کارهایی مغایر با وجدان شخصی افراد بود که به ابتکار روانشناس، استنلی میلگرام (به انگلیسی: Stanly Milgram) صورت گرفت. نتایج این آزمایش برای اولین بار در سال ۱۹۶۳ در یک مجله روان‌شناسی چاپ شد، و بعداً با جزئیات بیشتر در کتابی با عنوان اطاعت از اتوریته: مشاهده‌ای تجربی در سال ۱۹۷۷ به چاپ رسید.
این آزمایش در ژوئیه سال ۱۹۶۱ و درست سه ماه بعد از شروع دادگاه آدولف آیشمان، سرهنگ نازی، به انجام رسید. میلگرام آزمایشش را جهت پاسخ به این سؤال بغرنج طراحی کرده بود که آیا آیشمان و میلیون‌ها آلمانی دیگر که مسبب هولوکاست بودند همگی گناهکار بوده‌اند یا اینکه شهروندان عادی تنها از دستورها پیروی می‌کردند.

## نحوه انجام آزمایش
به کسانی که داوطلب آزمایش بودند، گفته می‌شد که هدف از آزمایش، تحقیق در مورد حافظه و یادگیری در شرایط متفاوت است و اینکه آیا شوک الکتریکی باعث بهبود یادگیری می‌شود یا نه. به داوطلبان چیزی در مورد هدف واقعی آزمایش گفته نمی‌شد.
آزمایش با یک قرعه‌کشی ساختگی میان شخص داوطلب و شخص دیگری که در واقع همدست محقق بود ولی خود را داوطلب جا می‌زد، شروع می‌شد. از داوطلب خواسته می‌شد که از میان دو ورقه کاغذ یکی را انتخاب کند تا نقش او (معلم/یادگیرنده) در آزمایش مشخص شود. از آنجایی که روی هر دو ورقه نوشته بود «معلم»، همدست محقق همیشه ادعا می‌کرد که روی ورقش «یادگیرنده» نوشته شده، و بدین ترتیب همیشه داوطلب «معلم» انتخاب می‌شد. سپس لباس سفید آزمایشگاه را به تن داوطلب می‌پوشاندند و داوطلب به اتاقی برده می‌شد که در آن فردی حضور داشت که خود را دانشمند محقق طرح جا می‌زد، در اتاق دیگری که با یک دیوار حائل از آن‌ها جدا می‌شد، یادگیرنده بود که تظاهر می‌شد، شخصی است که آزمایش‌های مربوط به یادگیری بر روی او در حال انجام است. در برخی از صورت‌های آزمایش شخص یادگیرنده قبل از جدا شدن به داوطلب می‌گفت که بیماری قلبی دارد. نحوه انجام آزمایش این‌گونه بود که معلم یک سری کلمات جفتی را از روی کاغذ می‌خواند، مثلاً: کاغذ-نردبان، دکمه-موز، هوا-تلفن. سپس معلم حافظه یادگیرنده را با گفتن کلمه نخست هر جفت کلمه آزمایش می‌کرد و از یادگیرنده می‌خواست که از بین ۴ گزینه، جفت صحیح را انتخاب کند. مثلاً بعد از شنیدن کلمه کاغذ، باید می‌گفت: نردبان. معلم به یادگیرنده اعلام می‌کند که در مقابلِ هر پاسخِ غلط، یادگیرنده را با شوک الکتریکی جریمه خواهد کرد و شدتِ این شوک هر بار بیشتر از بارِ قبل خواهد بود. در شوکِ ۱۸۰ ولتی یادگیرنده فریاد می‌کشد: «من دیگر نمی‌توانم درد را تحمل کنم» و در شوک الکتریکی ۲۷۰ ولتی عکس‌العملِ شاگرد تنها یک جیغ وحشتناک است. با بالا رفتن میزان شک، یادگیرنده به دیوار حایل می‌کوبد و التماس می‌کند که بیماری قلبی دارم و به او شوک وارد نکند. البته در واقع این شوک‌ها وارد نمی‌شد، اما معلم از آن خبر نداشت و صدای جیغ و فریاد در واقع ضبط شده بودند. اگر معلم از دادن شوک خودداری می‌کرد پژوهنده (پروفسورِ روانشناسی) او را به ادامهٔ شکنجه ترغیب می‌کرد.    

## نتایج
پرسش این بود که چند درصدِ افراد حاضرند در چنین آزمایشی در نقشِ معلّم به افراد شوکِ مرگبارِ ۴۵۰ ولت بدهند؟ میلگرام (۱۹۷۴) دریافت که همهٔ افراد امکان اینکه شخصاً حاضر به انجام چنین کاری بشوند را رد می‌کنند.
پیش از انجام آزمایش، میلگرام از ۱۴ دانشجوی سال آخر روانشناسی دانشگاه ییل برای پیش‌بینی رفتار ۱۰۰ معلّم فرضی نظر خواهی کرد. همهٔ پاسخ‌دهندگانِ به نظر سنجی باور داشتند که تنها درصد خیلی کمی از معلّمان (با رنج بین ۳ از صد و با میانگین ۱٫۲) آمادگی اعمال بیشترین شوک ممکن را دارند. همچنین میلگرام به‌طور غیررسمی از همکاران خود هم نظرسنجی به عمل آورد و به این نتیجه رسید که آن ها نیز، چنین باور دارند که تعداد بسیار کمی حاضر به گذشتن از مرز شوک های بسیار قوی می‌باشند. میلگرام همچنین از ۴۰ روانپزشک یک مدرسه پزشکی نظرسنجی به عمل آورد و آن‌ها باور داشتند که با اِعمال شوک دهم، وقتی که شخص شوک گیرنده درخواست رهایی می‌کند، بیشتر افراد آزمایش را متوقف می‌کنند. آن‌ها پیش‌بینی کردند در شوک
۳۰۰ ولتی وقتی شخص شوک گیرنده از پاسخ دادن خودداری می‌کند تنها ۳٫۷۳ درصد از افراد ادامه خواهند داد و آن‌ها باور داشتند که «تنها کمی بیش از یک دهم درصد از افراد بالاترین شوک را اِعمال خواهند کرد.»
جالب است که روانپزشکانِ یک مرکز پزشکی مشهور نیز پیش‌بینی کردند که تنها ۱ نفر در هر ۱۰۰۰ نفر(یعنی ۰٫۱ درصد) حاضر به دادن شوکِ ۴۵۰ ولتی خواهد بود.
امّا در حقیقت در نخستین سری از آزمایش‌های میلگرام، ۶۵ درصداز شرکت کنندگان حاضر شدند به دیگران شوک ۴۵۰ ولتی وارد کنند. با اینکه داوطلب‌ها شدیداً مضطرب شده بودند، ولی نمی‌توانستند که اتوریته و مقام علمی پژوهنده (پروفسورِ روانشناسی) را رد کنند. اندکی از افراد از اعمال درد لذّت هم می‌بردند، و با علاقه آن را انجام می‌دادند.